# Pierre Corbineau
 (février 2017).
Pour les articles homonymes, voir Corbineau.
Pierre Corbineau (1600 - 23 septembre 1678, Rennes), architecte français. Il fait partie d'une famille d'architectes français : les Corbineau. On les trouve simultanément en Anjou et au comté de Laval.

## Biographie

### Origine
Il est le fils d'Étienne Corbineau, architecte à Laval avec qui il collabore. Il épouse Marie Beaugrand, veuve de l'architecte lavallois, François Houdault.
Pierre Corbineau a un fils, Gilles qui reçoit avec son demi-frère les leçons de son père et est architecte comme son père et une fille, Marie, née un peu avant 1630, qui, en 1650, fit sa profession religieuse chez les Ursulines de Château-Gontier.
Pour Jacques Salbert, il est possible que sa formation d'architecte ait été complétée chez un autre architecte, peut-être Jacques Corbineau.

### Style
Les Corbineau se rattachent à l'école de Jean Bullant et comme lui, ils se plaisent à employer l'appareil en bossage, les ordres superposés, les frises ornées de triglyphes.

### Ursulines de Laval
En 1617, Étienne Corbineau traite avec les Ursulines, provisoirement installées au Pont-de-Mayenne, pour la construction du monastère. En 1623, cet édifice était suffisamment avancé pour qu'un nouveau marché pût être conclu entre Pierre Cornillau, mandataire des Ursulines, et « Estienne et Pierre les Corbineaulx, maistres architectes » ceux-ci s'engagent à faire et fournir pour le prix de 1.300 livres le maître-autel, la « chaire du prédicatoire » en pierre avec marbre de Saint-Berthevin et marbre noir de la Chamberière, et deux bénitiers de marbre, le tout conforme aux dessins qu'ils en ont remis et où la pierre de Saint-Berthevin est « figurée de rouge ».En 1627, les Ursulines prenaient possession de leur monastère. Il s'agit de la première collaboration entre le père et le fils. Le retable disparait en 1848.

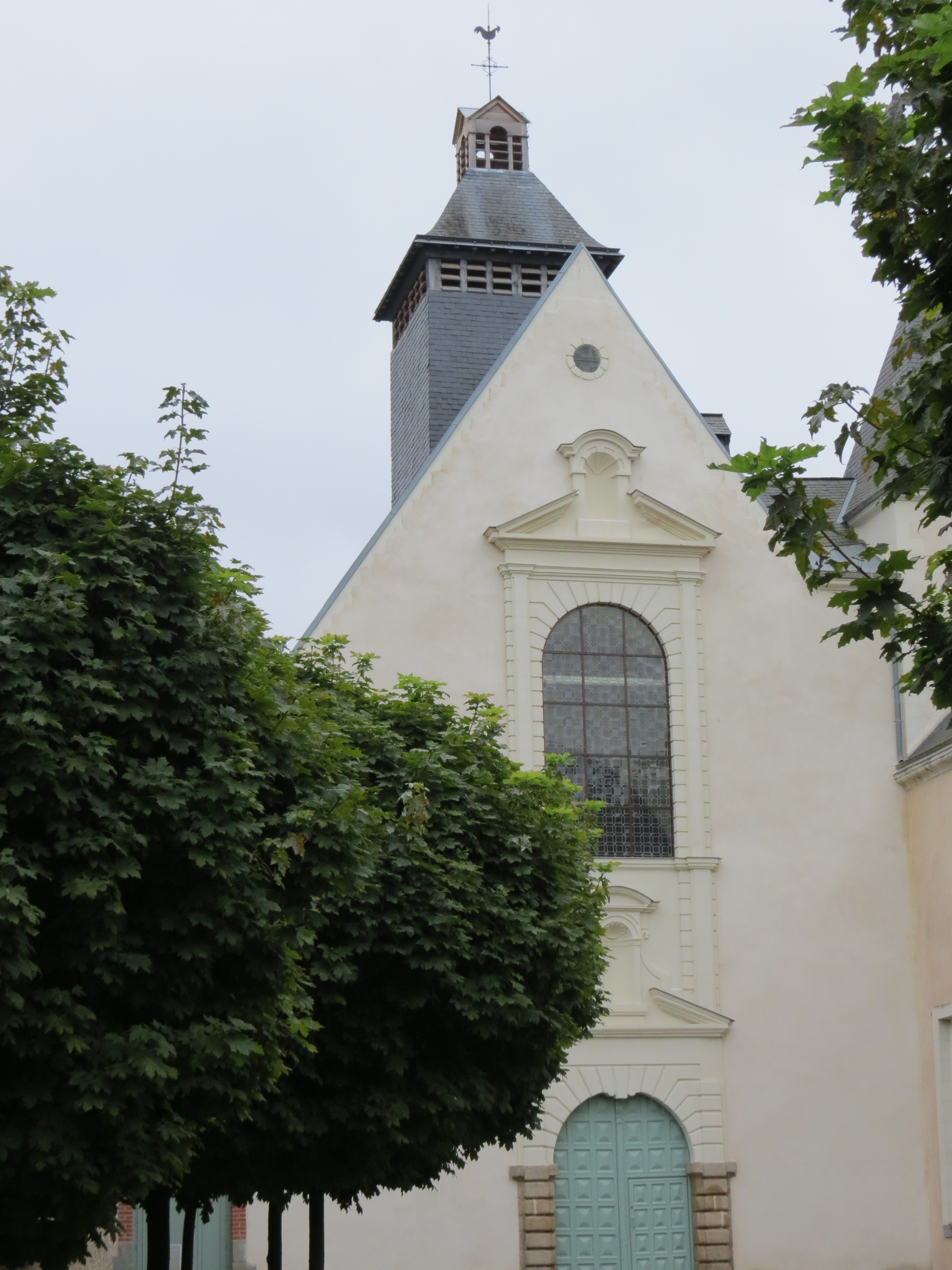
L'ancienne chapelle des Ursulines.
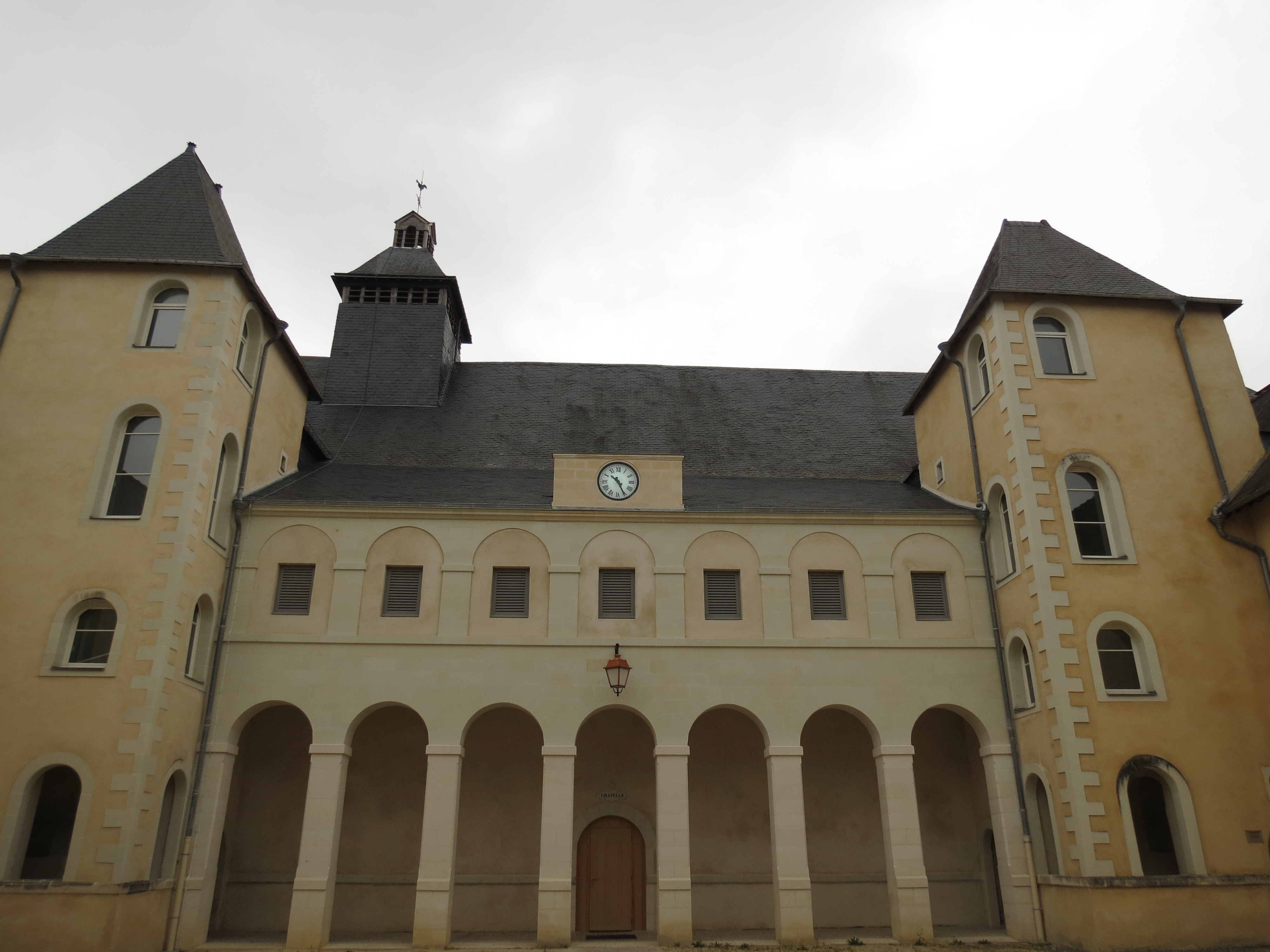
L'ancienne chapelle des Ursulines.
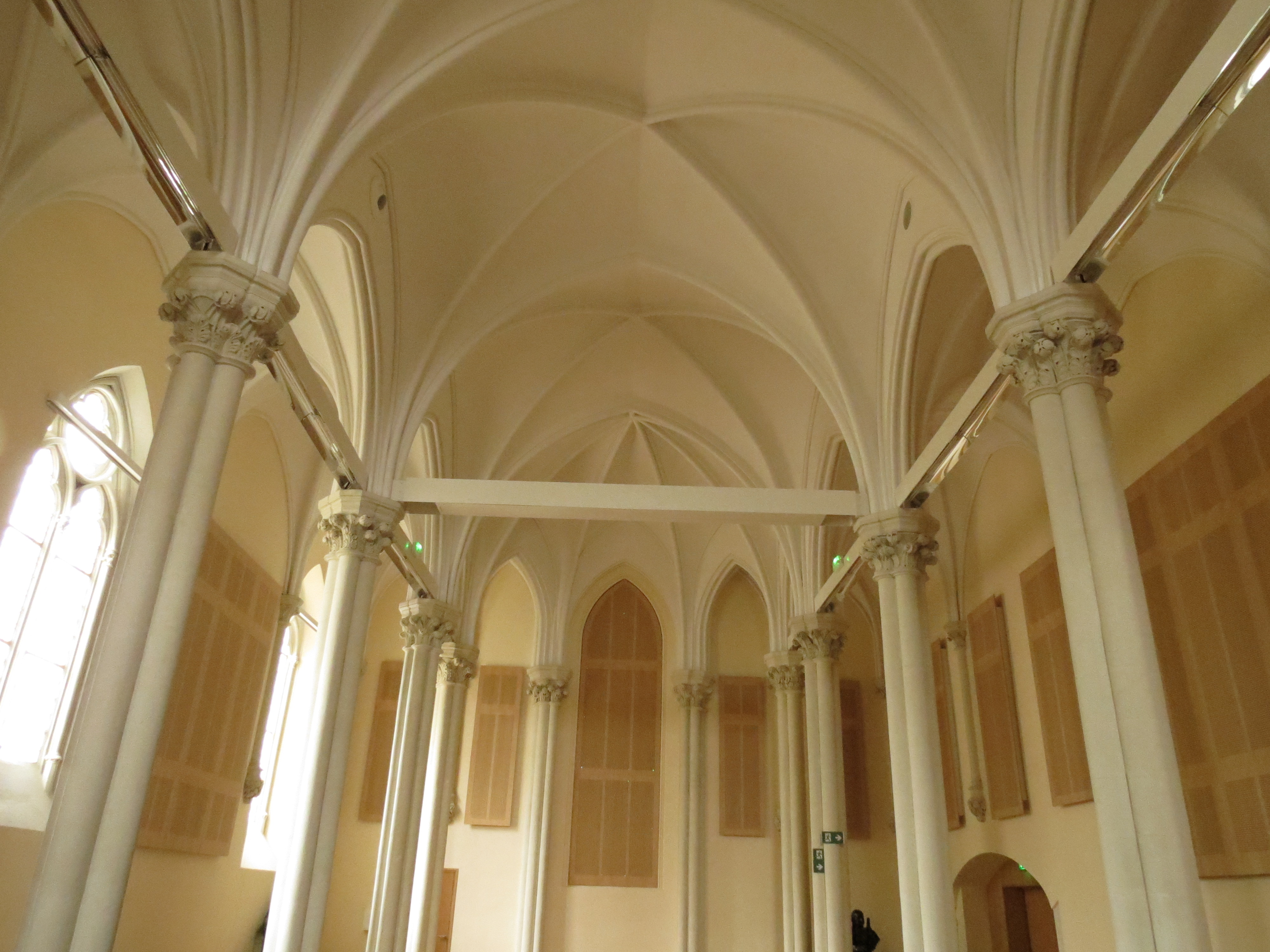
L'ancienne chapelle des Ursulines.

### Bénédictines de Laval
Le 10 juillet 1630, Étienne et Pierre Corbineau s'engagent vis-à-vis des Bénédictines de Laval à construire leur monastère, chapelle, dortoirs, réfectoire, chapitre, parloirs, etc.. Le portail, avec vitrail au-dessus, sera enrichi au moins autant que celui des Ursulines. Six ans plus tard, en 1636, les Corbineau signent un marché pour le maître-autel de tuffeau et de marbre, pour la clôture du chœur supportant les grilles, également en tuffeau enrichi de marbre, pour un portail sur le Gast.

### Retable lavallois

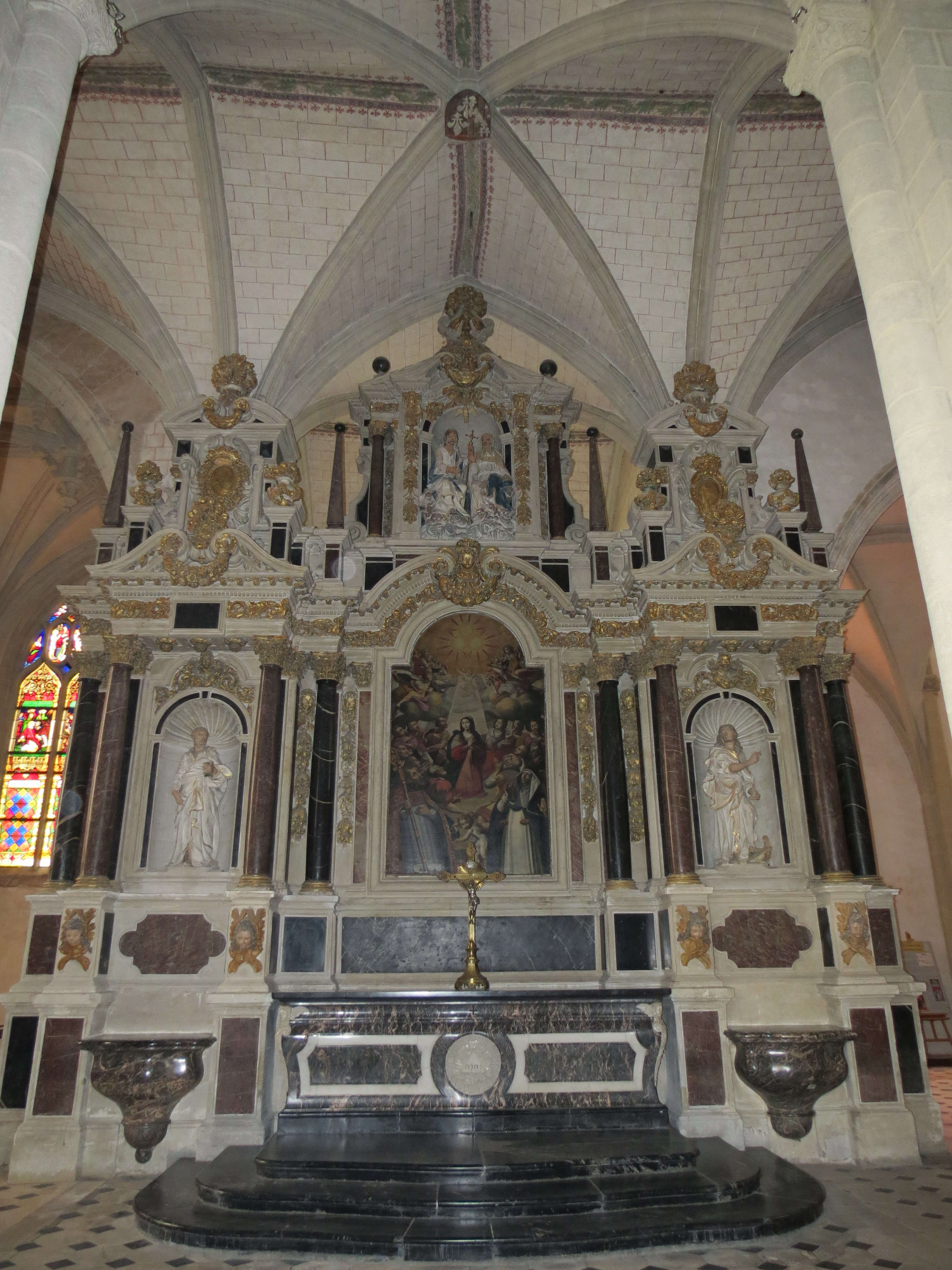
Le grand retable de la Sainte-Trinité de Laval.

Pour Jacques Salbert, Pierre Corbineau et son père sont les responsables de l'élévation en 1630 du retable des Minimes de Tours aujourd'hui disparu,.
Pierre Corbineau est à l'origine de la majorité des grands retables de Laval : la maître-autel de l'église des Cordeliers avant 1636, l'autel Saint-François en 1637, et vraisemblablement des autels Saint-Joseph, Saint-Pierre er du Sacré-Cœur de la même église, ainsi que du maître-autel de l'église de la Trinité.

### Buron d'Azé
En 1638, le Monastère de Buron à Azé fait appel aux Corbineau. Il est donc possible que les Corbineau soit à l'origine du portail du Buron, seul vestige actuel de l'Abbaye.

### Collège des Jésuites de la Flèche

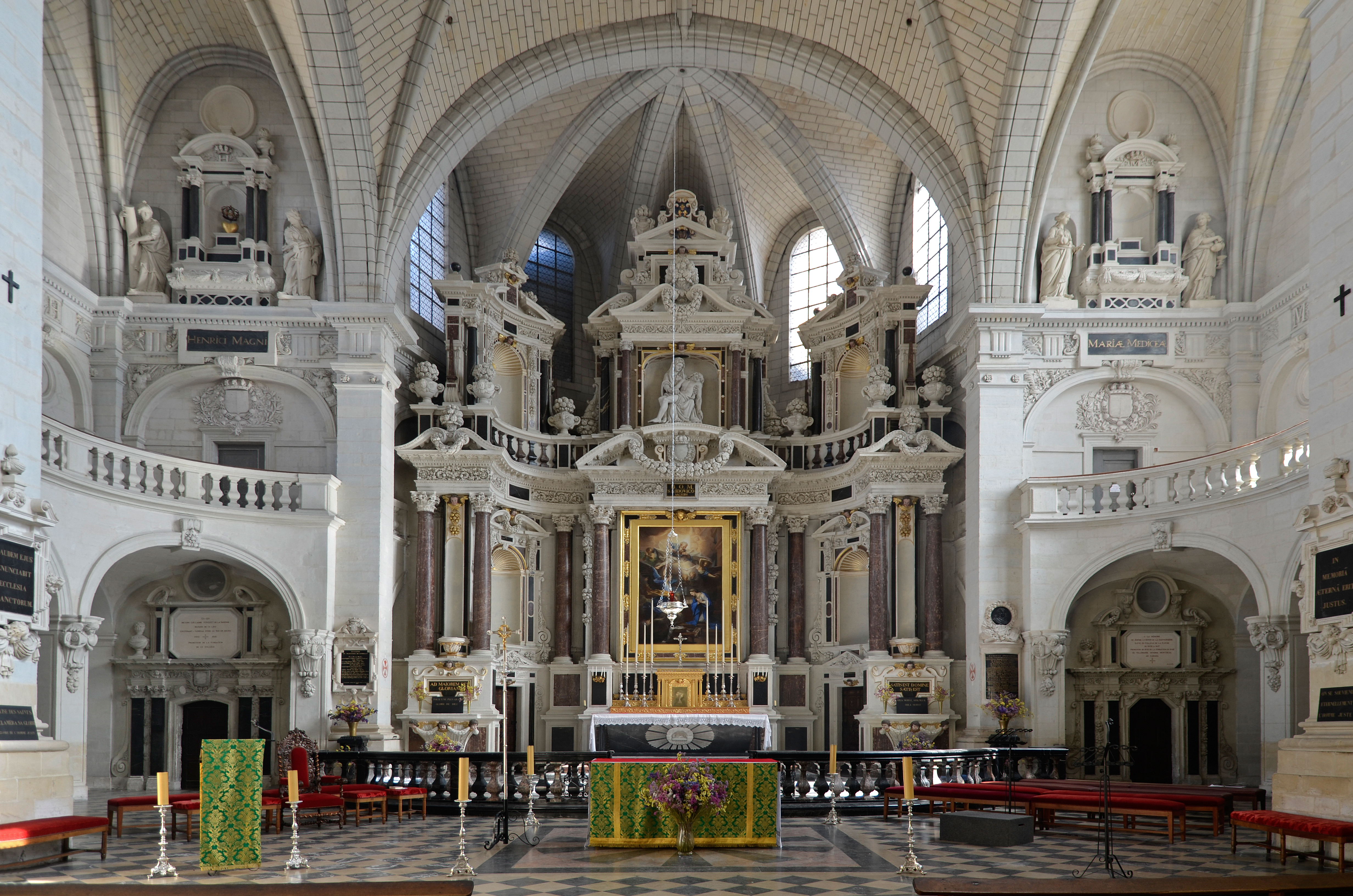
Retable du chœur, de style baroque.

Pierre s'oblige, le 24 novembre 1633, vis-à-vis des Jésuites de la Flèche, à faire le grand autel de leur Église Saint-Louis de La Flèche, que construit l'un des leurs, Étienne Martellange. Le travail est supervisé par François Derand.
L'autel est terminé et consacré avec l'église, en 1637, par Claude de Rueil, évêque d'Angers. Il est possible qu'il soit aussi à l'origine de la construction de l'hôpital de La Flèche, et peut-être du portail du collège des Jésuites.

### Églises de Laval
En ce même temps, plusieurs églises de Laval faisaient reconstruire leurs grands autels suivant la nouvelle architecture en vogue. Le 29 avril 1638, on posait la première pierre du maître-autel de l'église Saint-Vénérand de Laval et le travail était terminé l'année suivante.
Jacques Salbert attribue l'élévation du retable du maître-autel à l'église des Cordeliers de Laval à Pierre Corbineau. En complément, un marché est conclu le 31 juillet 1637 avec Pierre Corbineau, maistre architecteur, par lequel il promet de tenir l'autel Saint-François de l'église des Cordeliers de Laval terminé pour le premier dimanche de carême. Ce retable devait être terminé pour le premier dimanche de carême de l'année suivante.

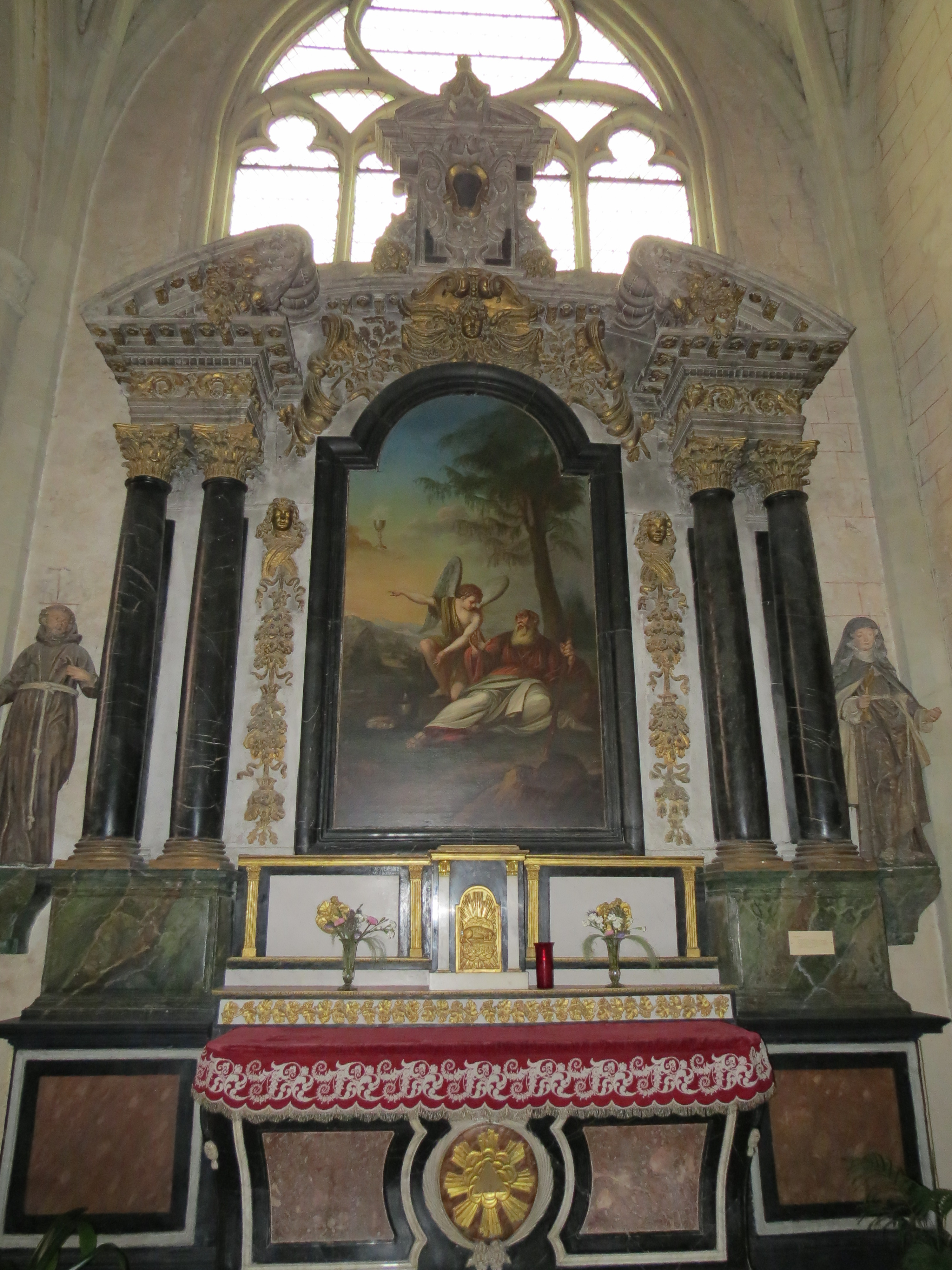
Le retable de la Communion.
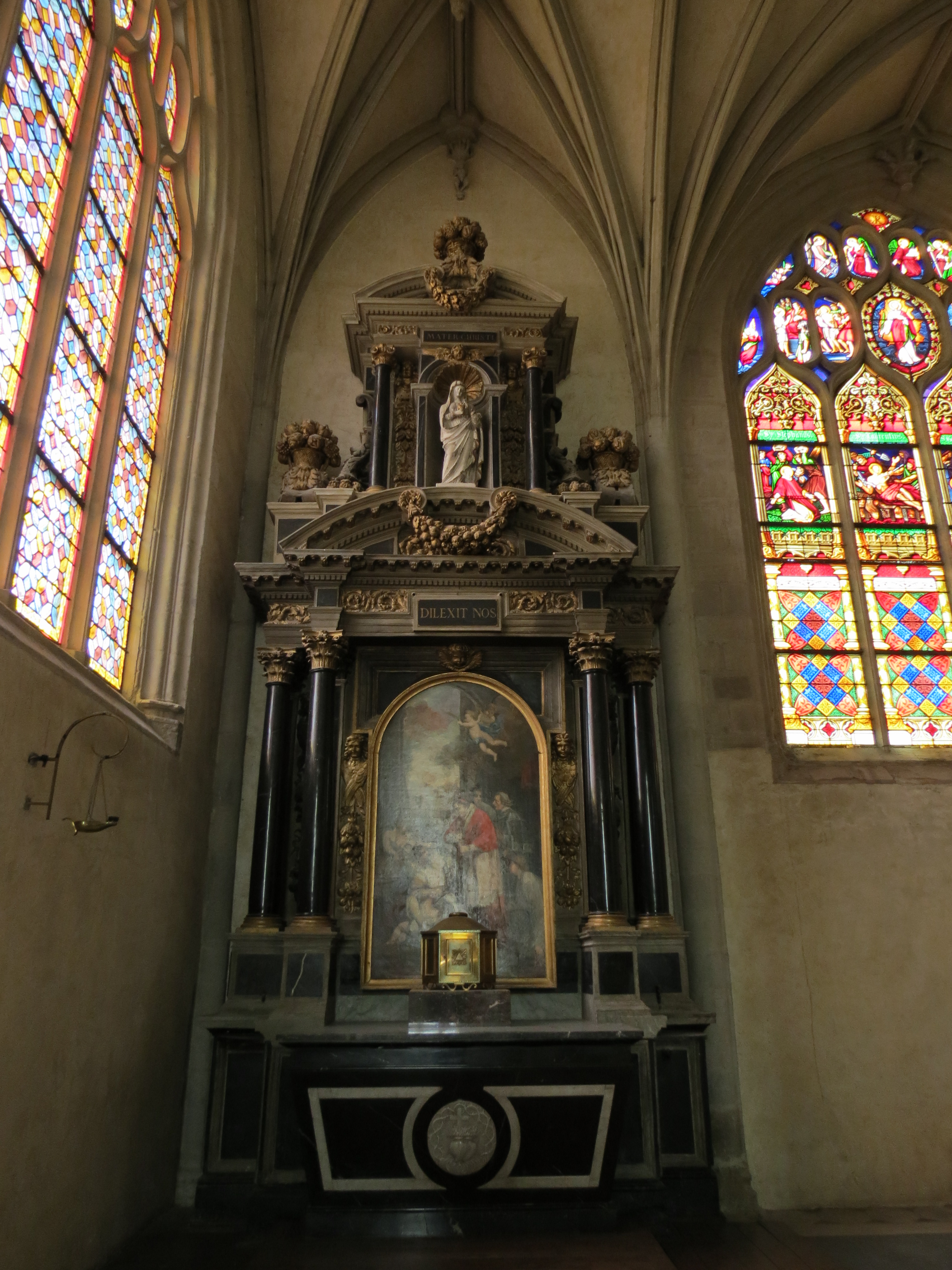
Le retable du Saint Sacrement.

### Domalain, Piré, Drouges, Verger-au-Coq
Le maître-autel de Domalain est construit en 1637 par Pierre Corbineau. Le retable possède la même structure que celui de l'église de la Trinité de Laval.

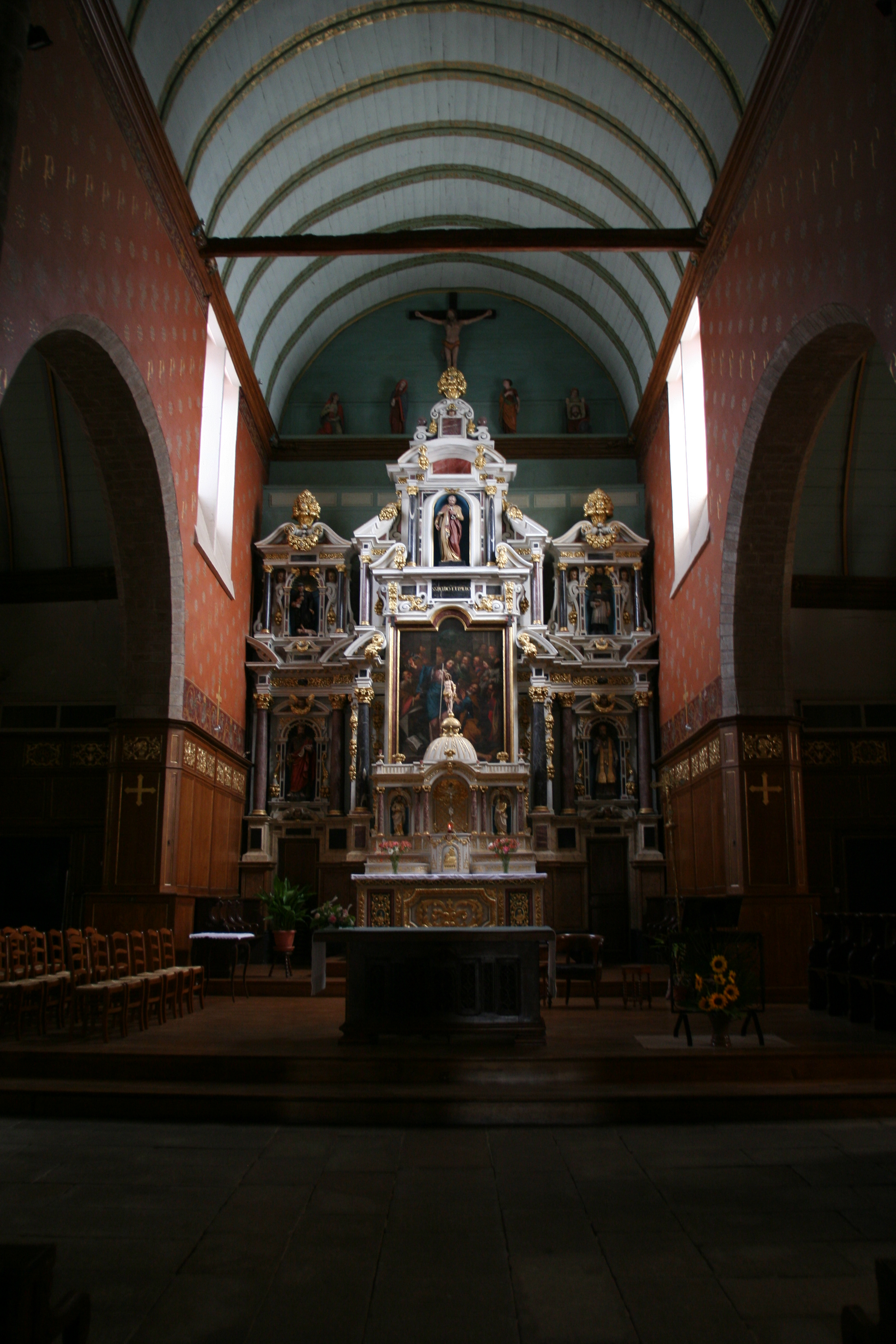
Le retable du maître-autel de l'église Saint-Pierre de Piré-sur-Seiche, représentatif de l'école lavalloise.

Corbineau passe marché avec les habitants de Piré, le 12 décembre 1637, pour la construction de deux autels dans leur église où déjà, en 1631, il a élevé un maître-autel qui subsiste encore. Il travaille à sa réalisation avec Pierre Biardeau.
L'église de Drouges comporte 2 petits retables latéraux, celui de gauche étant une œuvre de Pierre Corbineau réalisée entre 1637 et 1640. Il réalise aussi celui de l'église du couvent des Cordeliers de Rennes.
Le retable de la chapelle du château du Verger au Coq à Saint-Germain-sur-Ille est attribué à Pierre Corbineau vers 1640.

### Abbaye Saint-Pierre de la Couture
Jacques Salbert attribue l'élévation du retable en 1641 à l'Abbaye Saint-Pierre de la Couture à Pierre Corbineau.

### Architecte et marbre
Nommé architecte de la ville de Laval en 1645, Pierre Corbineau est associé comme son père à d'autres architectes pour l'exploitation des marbres de Saint-Berthevin. Ce marbre trouvait son emploi dans les autels que construisaient les Corbineau.
En 1642, c'est pour Henri III de La Trémoille, duc de la Trémoille et comte de Laval et suivant le dessin que lui a remis Monseigneur le duc, qu'il passe un important marché avec les marbriers Jean Nicquet et Philippe Cuvelier. Rien n'indique à quelle église ou à quelle demeure, château de Laval, d'Olivet ou autre, était destinée cette décoration de marbre. Pour l'abbé Angot, elles étaient destinées à la balustrade du chœur des Cordeliers à Laval. Il est très possible que sa direction était celle de Thouars, domaine des Trémoille. Pour Jacques Salbert, il est bien plus probable que ce soient les balustres de marbre jaspé qui ornent le grand escalier du Château des ducs de La Trémoille. Il faut considérer, pour lui, que Pierre Corbineau ait participé aux grands travaux du château de Thouars, et en est peut-être l'architecte dont les historiens ne déterminent pas le nom. On ne connait pas l'activité de Corbineau entre 1642 et 1646.

### Ursulines
La première moitié du XVIIe siècle voit s'élever de nombreux monastères d'Ursulines. Le 27 décembre 1642, le procureur des Ursulines de Château-Gontier, François Débonnaire, signe une convention avec Ambroise, Antoine et Gilles Ravaux ceux-ci s'engageaient à ouvrer de leur métier aux dortoirs, à l'église, aux autres constructions que les Ursulines « feront bastir suivant et au désir du plan qui leur sera faict et fourni par Pierre Corbineau, maître architecte. Ces travaux sont de longue durée. Ce n'est que le 26 juillet 1658, que les religieuses font marché avec Pierre et Gilles Corbineau pour construire l'église
Jacques Salbert attribue le retable de Ursulines d'Angers à Pierre Corbineau. Consacré en 1651, il est comparable à ceux de Pierre Corbineau effectués pour les Ursulines de Château-Gontier, pour les Cordeliers de Laval, pour les retables de Piré, La Flèche et Domalain. Jacques Salbert indique que le retable majeur des Ursulines d'Angers, attribué sans preuve à Pierre Biardeau ou à l'un de ses élèves par E. Rondeau dans son Histoire du monastères des Ursulines d'Angers présente de telles analogies de structure et de vocabulaire ornemental avec les œuvres de Pierre Corbineau aux Cordeliers de Laval, à Piré, La Flèche et Domalain, que l'hypothèse ne résiste guère à l'examen. effectués pour les Ursulines de Château-Gontier.

### Parlement de Bretagne
Les travaux du Palais du Parlement de Bretagne sont interrompus par une épidémie de peste en 1627 ; ils ne reprennent qu'en 1640 sous la direction de Tugal Caris, maître d'œuvre lavallois, puis par Pierre Corbineau de 1647 à 1655. Le chantier est à nouveau perturbé lors de la fronde parlementaire entre 1648 et 1649 et ce n'est qu'en 1654, que les travaux de gros œuvre sont achevés. Le 13 janvier 1655, le Parlement lui adjuge 6 000 livres « pour travaux non compris dans son marché, somme qui lui devait être payée après l'achèvement de la charpente et de la couverture». Deux jours auparavant, la Cour avait pris possession, en grande solennité, du Palais achevé qu'il ne restait plus qu'à décorer.

### Torcé, Brie, Rennes
Corbineau réalise le maître-autel des Carmes de Rennes en 1648. Le retable du maître-autel de l'église de Torcé est de Pierre Corbineau, et date de 1652.
Le 2 janvier 1653, on pose à Brie, la première pierre de deux autels entrepris par honorables hommes Pierre Corbineau, maître architecte du palais de Rennes, et Gilles Corbineau, son fils. Pour Jacques Salbert, les deux autels latéraux sont de Gilles Corbineau uniquement, comme une œuvre d'un sculpteur.
Pendant cette période, Pierre Corbineau habite à Rennes, paroisse Saint-Germain, ou à la Talmouzière à Montgermont plutôt que dans ses propriétés lavalloises dont il laisse la jouissance à la famille Houdault.

### Cathédrale de Rennes
C'est vers le même temps que Pierre Corbineau est appelé par le Chapitre de Rennes pour remplacer Tugal Caris. Il dirige la construction de la cathédrale de Rennes à partir de 1654.
Suivant Léon Palustre, Tugal Caris aurait conduit les travaux jusqu'à la corniche du premier étage. Après lui, Pierre Corbineau, de 1654 à 1678, achève la superposition des trois ordres et place l'écusson de Louis XIV au-dessus de l'immense fenêtre dans la façade du monument. Puis François Huguet dégage les deux tours, leur donne deux étages indépendants, et met en 1703 la dernière main à cette œuvre. Il porte les niveaux à leur hauteur actuelle de 48 mètres et ajoute sur le fronton au sommet de la façade la devise de Louis XIV (Nec pluribus impar, l’incomparable).

### Dol-de-Bretagne
Pierre Corbineau construit un campanile en 1660 à la Cathédrale Saint-Samson de Dol-de-Bretagne. En 1664, Corbineau est appelé à Dol-de-Bretagne pour examiner les plans proposés par l'architecte rennais Deschamps pour la reconstruction du bâtiment de l'horloge il propose diverses modifications. Il achève un lanternon destiné à couronner la tour de la cathédrale.

### Rennes
En août 1656, Corbineau s'engage à construire en 3 ans l'église et les divers bâtiments des Visitandines de Rennes

Le palais Saint-Georges

En 1661, Pierre Corbineau est l'architecte des bâtiments conventuels du Couvent des Jacobins de Rennes. L'abbesse Magdelaine de la Fayette présida à la construction du Palais Saint-Georges à Rennes en 1670 par Pierre Corbineau. La grande galerie qui donne sur le jardin vers la Vilaine est très similaire au cloître du Monastère des Ursulines de Laval.
La façade du clocher de Notre-Dame-en-Saint-Melaine est entièrement refaite en 1676 par l'atelier de Pierre Corbineau.

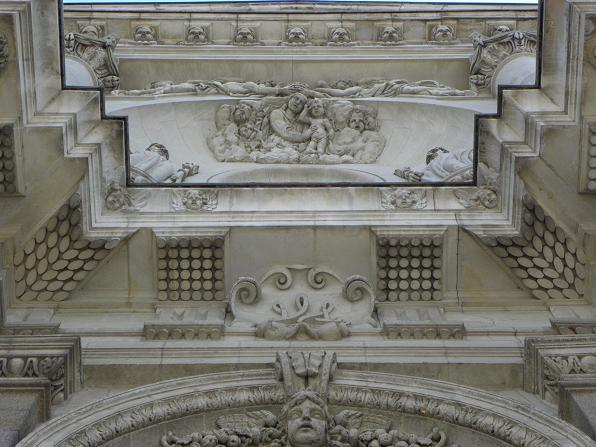
Sculptures de la tour de N.-D. de Rennes par l'atelier de Corbineau

La construction de l'Hôtel de la Moussaye se situe vers 1680, et sa conception est attribuée à Pierre Corbineau.
Veuf depuis plusieurs années, Pierre Corbineau habitait à Rennes. Il meurt à Rennes le 23 septembre 1678. Il est inhumé en la chapelle des Cordeliers de Rennes. Un service est effectué dans l'église paroissiale de Saint-Germain conformément à L’Édit de sa majesté

## Principales réalisations
- Monastère des Bénédictines de Laval
- Palais du Parlement de Bretagne (Rennes)
- Grand autel de l'église des Jésuites de la Flèche
- Autel de l'église des Cordeliers de Laval
- Couvent des Ursulines de Château-Gontier
- Cathédrale de Rennes
- Palais Saint-Georges de Rennes
- Façade du clocher de Notre-Dame-en-Saint-Melaine de Rennes
- Retable de l'église de Rouez-en-Champagne
- Retable de l'église de Domalain